# HMS Eagle (R05)
Pour les autres navires du même nom, voir HMS Eagle.
HMS Eagle était un porte-avions de la Royal Navy, en service de 1951 à 1972. Avec son sister-ship l'Ark Royal, il fut l'un des deux plus grands porte-avions construits pour la Royal Navy jusqu'à celles des classe Queen Elizabeth à la fin des années 2010 .
Il fut mis sur cale sous le nom d'Audacious le 24 octobre 1942 au chantier naval Harland and Wolff à Belfast comme l'un des quatre bâtiments de la classe Audacious qui devaient être construits au cours de la Seconde Guerre mondiale au titre du programme naval britannique de ce conflit. La construction de deux des quatre unités de la classe (Africa et Eagle) a été annulée à la fin des hostilités, et celle des deux autres (Audacious et Ark Royal) fut suspendue. Reprenant le nom du troisième bâtiment de la classe, annulé, il fut rebaptisé Eagle le 21 janvier 1946 (devenant ainsi le quinzième bâtiment de la Royal Navy à recevoir ce nom). Il fut finalement lancé par la Princesse Elisabeth le 19 mars 1946.
Bien que l'Eagle ait été lancé trop tôt pour avoir une piste oblique installée, plusieurs modifications ont été incorporées dans sa conception, et le bâtiment a été mis en service en octobre 1951. Un an plus tard, il prit part au premier grand exercice naval de l'OTAN, l'exercice Mainbrace.

## Service

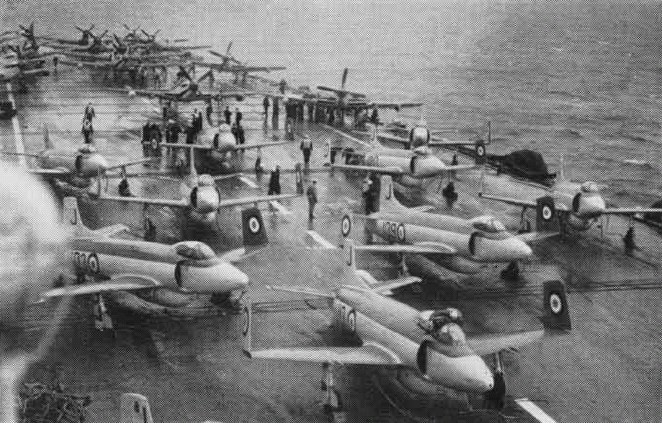
Supermarine Attacker sur le pont du HMS Eagle en 1953

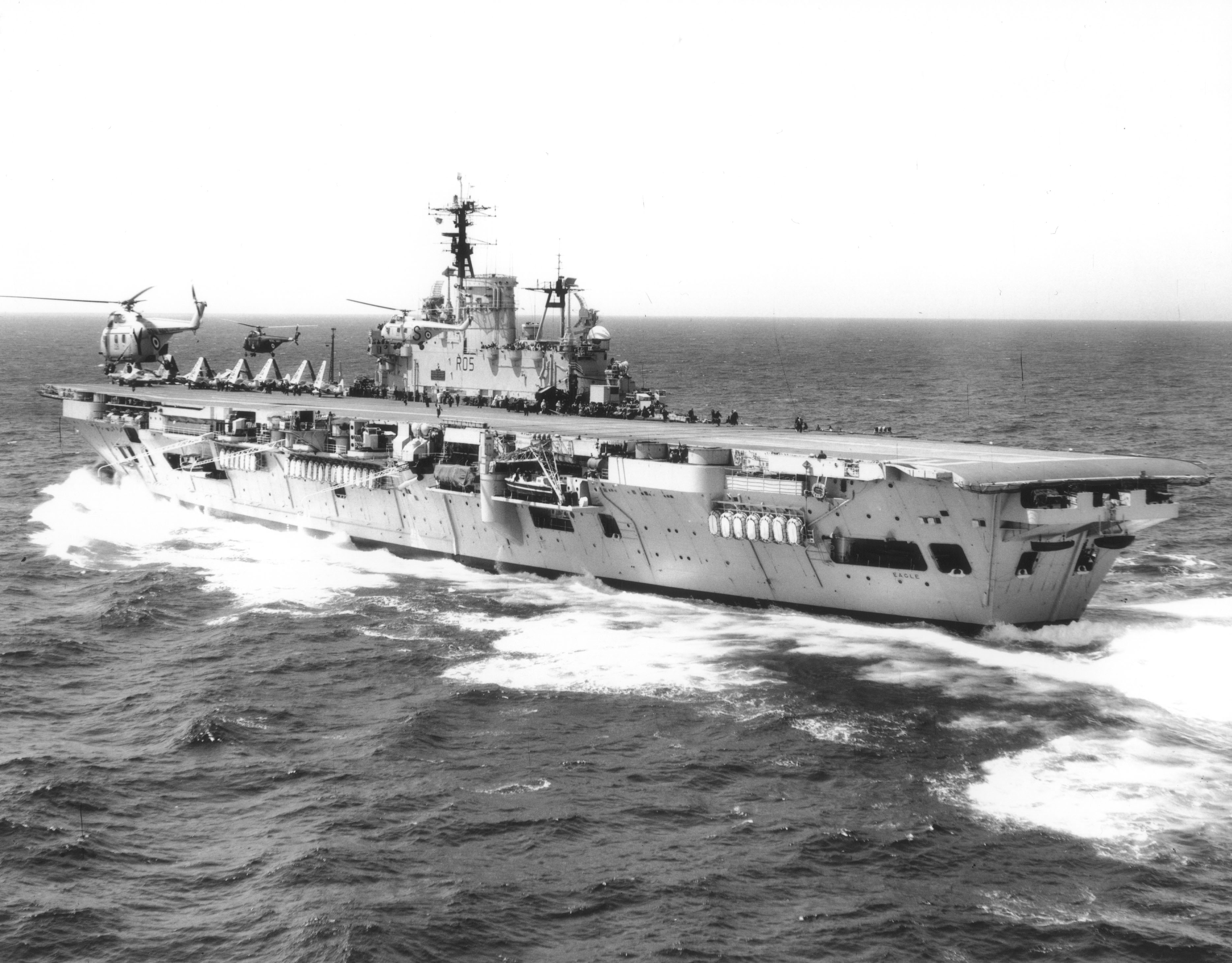
Trois Westland Whirlwind survolant lEagle à la fin des années 1950, avant sa reconstruction

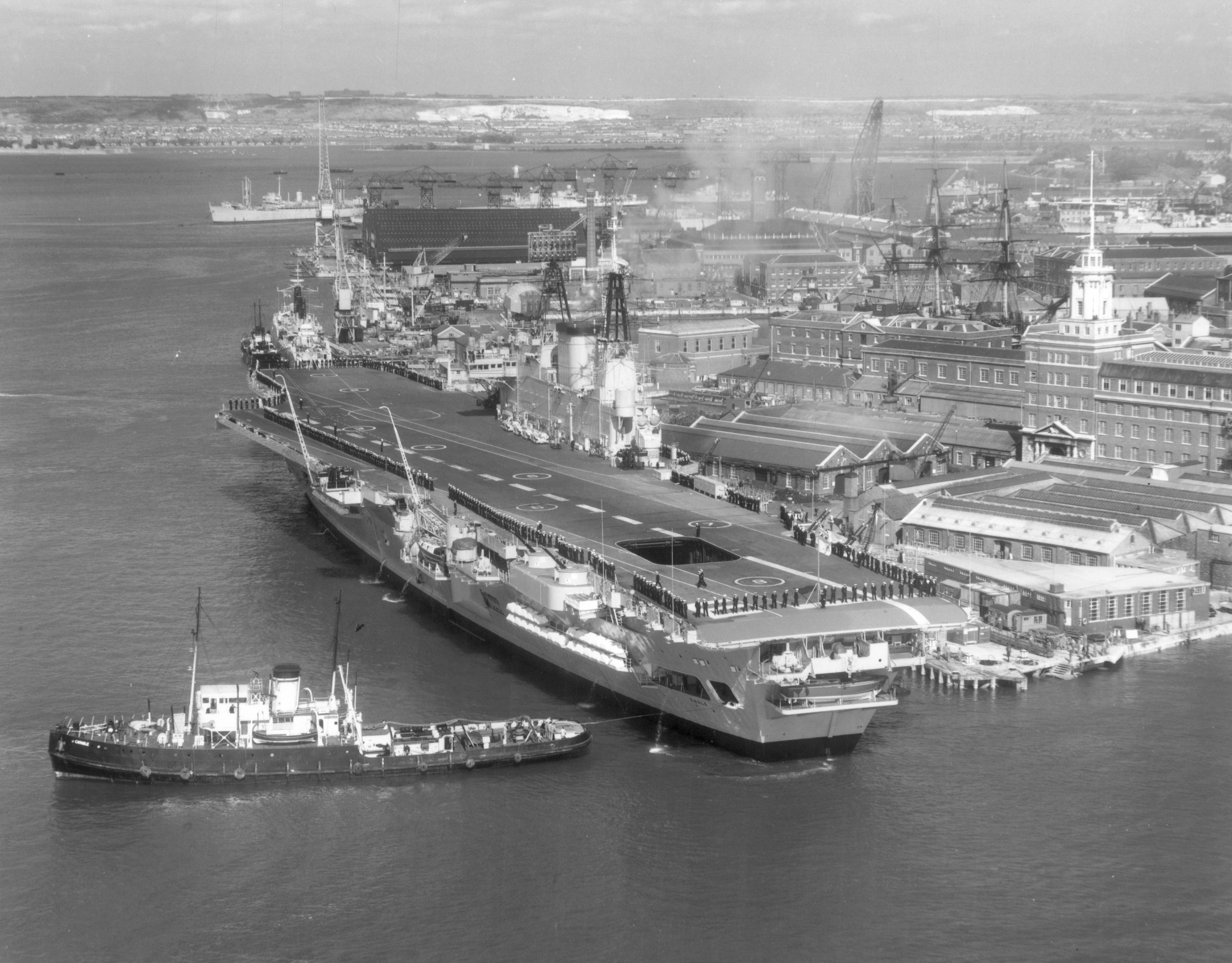
LEagle accosté à l'embarcadère du chemin de fer sud de Portsmouth, après sa reconstruction de 1964 – noter l'îlot remodelé

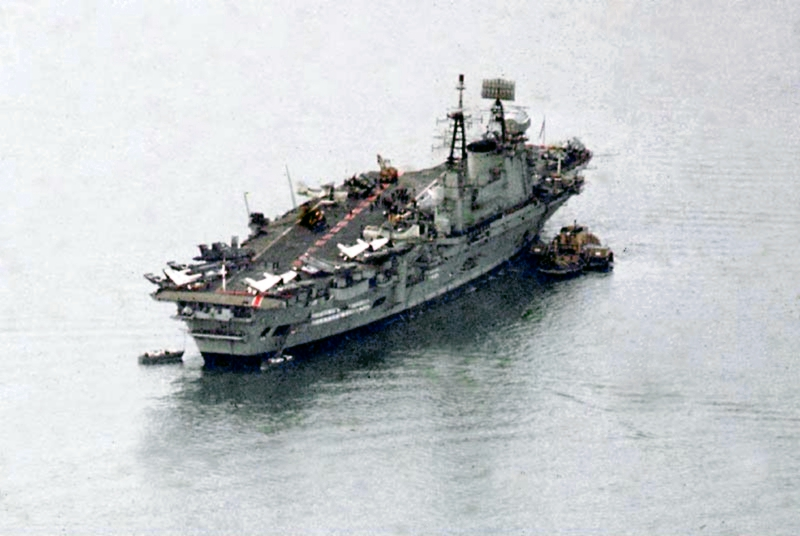
HMS Eagle mouillé (à l'ancre) dans le port de Gibraltar en janvier 1970

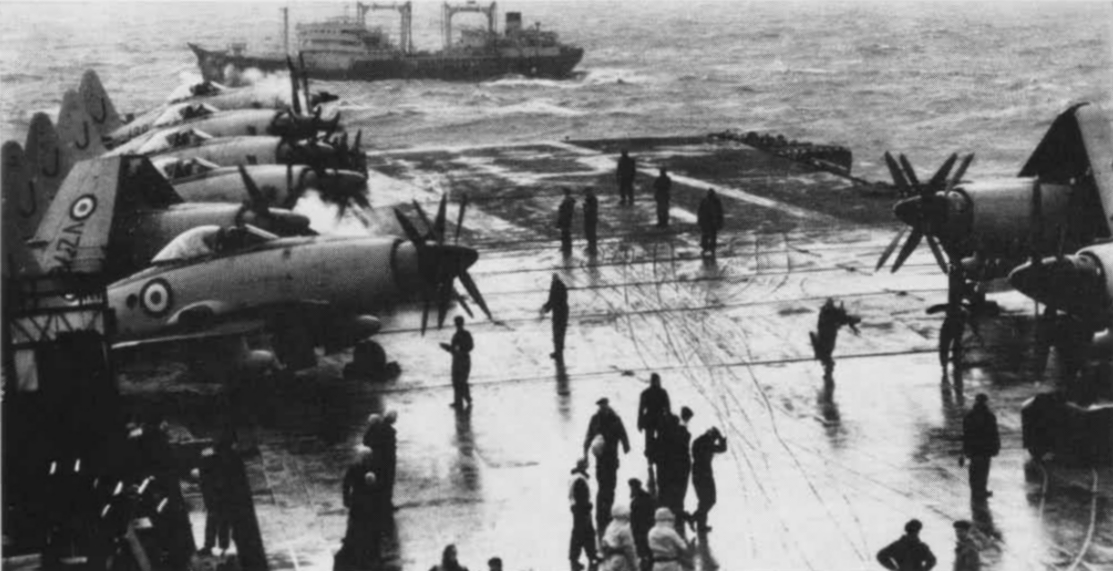
Westland Wyvern sur le pont du HMS Eagle (R05) en 1956

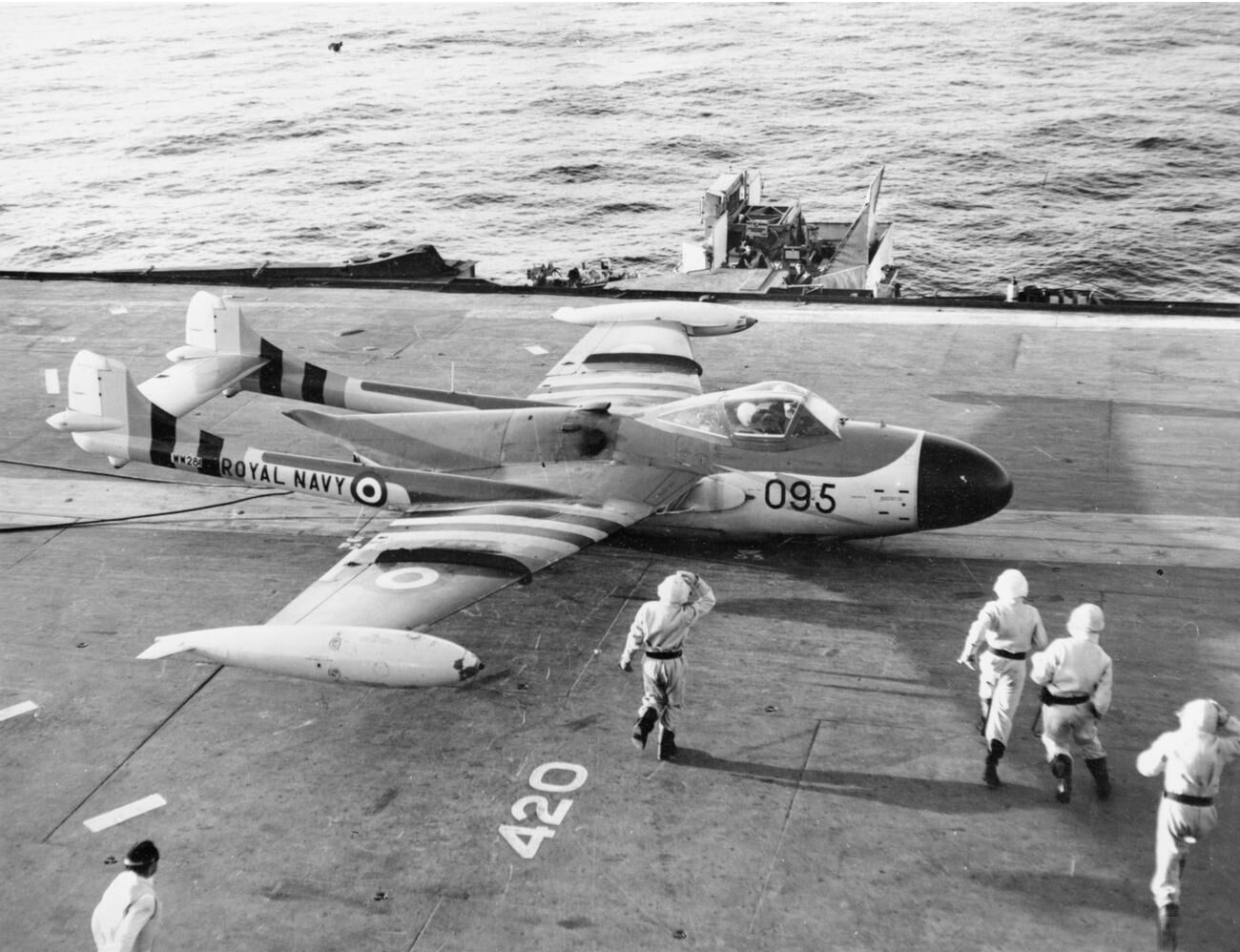
Sea Venom du 893 Squadron après un appontage sans train le 4 novembre 1956

En 1953, l'Eagle a pris part à la Revue navale pour célébrer le Couronnement de la Reine Elizabeth II.
Un pont d'envol oblique, incliné à 5,5° degrés fut monté à la base navale de HMNB Devonport de mai 1954 à février 1955, avec un miroir d'appontage à vue, mais a conservé ses deux catapultes hydrauliques de l'avant, comme ils étaient adéquats pour les avions navals relativement léger en service à l'époque. Son premier service en temps de guerre est venu en 1956, quand il a pris part à la Crise de Suez. Le bâtiment embarquait lors de cette opération le groupe aérien suivant :
- 24 chasseurs-bombardiers Hawker Sea Hawk,
- 8 chasseurs-bombardiers De Havilland Sea Venom,
- 9 avions d'attaque Westland Wyvern
- 8 Fairey Gannet de lutte anti-sous-marine
- 4 avions Douglas AD Skyraider de guet aérien,
- 2 hélicoptères légers Westland WS-51 Dragonfly (en) (version sous licence du Sikorsky H-5)

### Aéronefs embarqués d'octobre 1952 à mai 1954
| Squadron               | Aéronefs utilisés         | Embarqué (depuis – jusqu'à)       | Notes |
| ---------------------- | ------------------------- | --------------------------------- | ----- |
| 800 Naval Air Squadron | Supermarine Attacker FB.1 | 29 janvier 1953 – 25 mai 1954     | –     |
| 803 Naval Air Squadron | Supermarine Attacker FB.2 | 29 janvier 1953 – 25 mai 1954     | –     |
| 809 Naval Air Squadron | Sea Hornet NF.21          | 29 janvier 1953 – 25 mai 1954     | –     |
| 812 Naval Air Squadron | Fairey Firefly FR.        | 29 janvier 1953 – 3 octobre 1953  | –     |
| 814 Naval Air Squadron | Fairey Firefly FR.        | 29 janvier 1953 – 3 octobre 1953  | –     |
| 815 Naval Air Squadron | Avenger AS.               | 25 janvier 1954 – 25 mai 1954     | –     |
| 825 Naval Air Squadron | Fairey Firefly FR.        | 26 janvier 1954 – 25 mai 1954     | –     |
| 827 Naval Air Squadron | Blackburn Firebrand TF.4  | 29 janvier 1953 – 3 octobre 1953  | –     |
| 849 Naval Air Squadron | Skyraider AEW.1           | 29 janvier 1953 – 29 avril 1959   | –     |
| 890 Naval Air Squadron | Supermarine Attacker FB.1 | 29 octobre 1952 – 3 décembre 1952 | –     |
| Ships Flight           | Westland Dragonfly HR.    | 29 octobre 1952 – 25 mai 1954     | –     |

### Aéronefs embarqués de mai 1955 à avril 1959
| Squadron               | Aéronefs utilisés        | Embarqué (depuis – jusqu'à)       | Notes                    |
| ---------------------- | ------------------------ | --------------------------------- | ------------------------ |
| 802 Naval Air Squadron | Hawker Sea Hawk FB.5     | 20 mai 1958 – 23 mars 1959        | –                        |
| 803 Naval Air Squadron | Hawker Sea Hawk FGA      | 5 aout 1957 – 3 novembre 1957     | –                        |
| 804 Naval Air Squadron | Hawker Sea Hawk FGA      | 10 mai 1955 - 17.11.55            | –                        |
| 806 Naval Air Squadron | Hawker Sea Hawk FGA      | 5 aout 1957 – 2 novembre 1957     | –                        |
| 812 Naval Air Squadron | Fairey Gannet AS.4       | 16 avril 1956 – 5 janvier 1957    | fusionné avec le 814 NAS |
| 813 Naval Air Squadron | Westland Wyvern S.4      | 16 avril 1956 – 31 mars 1958      | –                        |
| 814 Naval Air Squadron | Fairey Gannet AS.4       | 5 août 1957 – 29 avril 1959       | –                        |
| 830 Naval Air Squadron | Westland Wyvern S.4      | 16 avril 1956 – 5 janvier 1957    | –                        |
| 849 Naval Air Squadron | Skyraider AEW.1          | 29 janvier 1953 – 29 avril 1959   | –                        |
| 892 Naval Air Squadron | Sea Venom FAW.21         | 14 août 1956 – 26 décembre 1956   | –                        |
| 894 Naval Air Squadron | Sea Venom FAW.22         | 5 août 1957 – 29 avril 1959       | –                        |
| 701 Naval Air Squadron | Westland Whirlwind HAR.3 | 28 janvier 1958 – 2 décembre 1958 | –                        |

### Reconstruction

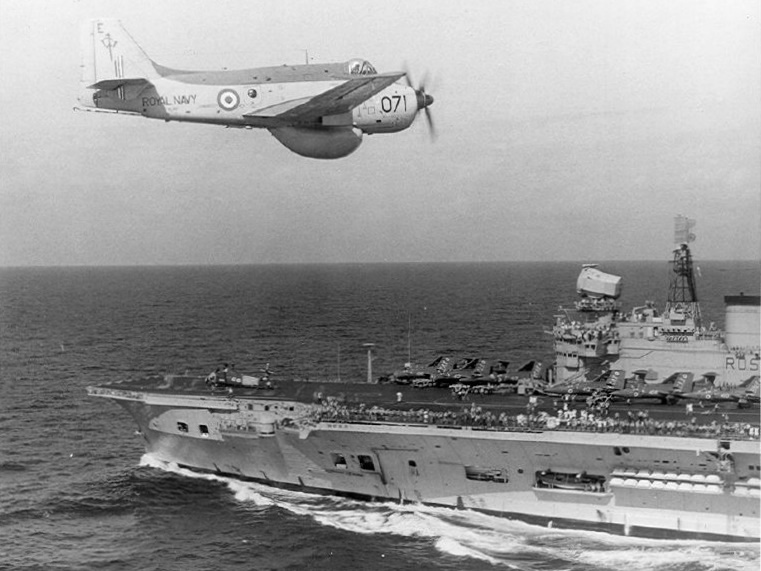
Un Fairey Gannet AEW du Naval Air Squadron 849 de la Fleet Air Arm survole le HMS Eagle au début des années 1970

L'Amirauté britannique avait prévu à l'origine de donner à l'Eagle une reconstruction complète à la manière de celle du HMS Victorious, mais en raison des coûts élevés, les plans pour installer de nouvelles turbines à vapeur et une coque allongée ont été abandonnés. Il a plutôt été donné à l'Eagle une modernisation plus austère, mais globale qui a fourni des radars plus performants et une meilleure capacité de traitement que les systèmes équipant le Victorious. Les modifications comprenaient d'importantes améliorations à l'habitabilité, y compris l'installation de climatisation. L'îlot fut entièrement reconstruit et un nouveau radar 3D, le Type 984, a été installé, avec la capacité de traitement à suivre et classer les 100 cibles, deux fois la capacité du système 984 du début monté sur l'Hermes et le Victorious. Le pont d'envol fut modifié et inclut un nouveau pont blindé de 2½ pouces avec un angle oblique de 8,5 degrés, deux nouvelles catapultes à vapeur (BS5s, 151 pieds (46 m) sur le côté bâbord et à l'avant et 199 pi (61 m) course à la taille) ont été équipés ainsi que de nouveaux freins d'appontage (DAX I) et d'une optique d'appontage. Aussi bien qu'une révision des systèmes électriques de courant continu, des générateurs de courant alternatif ont également été installés pour donner plus de puissance.
Il a été décidé que l'Eagle aurait ses canons antiaériens supprimés et remplacés par des missiles du système Sea Cat, mais ses quatre tourelles arrière de 4,5 pouces ont été maintenus, et l'ensemble de sa machinerie de propulsion originale serait entièrement remis à neuf.
En 1959, l'Eagle entra à l'Arsenal de Devonport pour commencer cette vaste refonte. En mai 1964, le carénage était terminé. Le déplacement standard avait augmenté jusqu'à près de 44 100 tonnes (en outre le déplacement à pleine charge était de 54 100 tonnes), et l'Eagle était alors le plus grand porte-avions de la Royal Navy. Le coût total de la refonte était de 31 millions de livres sterling. La refonte visait à prolonger sa durée de vie pour une durée de 10 ans, et l'Eagle pouvait mettre en œuvre des avions Blackburn Buccaneer, de Havilland Sea Vixen, Supermarine Scimitar et Fairey Gannet, mais les déflecteurs de jet refroidis à l'eau (nécessaires à l'exploitation de l'avion de combat  Phantom II) n'ont pas été ajusté, et par conséquent le plein potentiel du bateau n'a pas été réalisé. En 1964-65 il a été revendiqué que l'Eagle et le projet de CVA01, ainsi que l'Hermes (de taille moitié moindre de celle du précédent) serait un format de marine viable de trois porte-avions jusqu'en 1980. Le Victorious aurait été remplacé par le CVA01 en 1973. En réalité, l'évaluation 1958 de la Royal Navy aurait impliqué une modernisation à prix abordable de la flotte de porte-avions existante, seulement si le HMS Hermes avait été opérationnel après 1975 or il était trop petit. Ces évaluations par le Directeur de la Construction Navale en novembre 1958 ont été très précis, en tenant compte du rythme de la reconstruction plus lent que prévu, de la corrosion des coques construites pendant la guerre, des machines de propulsion obsolètes, sauf sur le Victorious et le mélange à bas prix de production électrique courant continu-courant alternatif ajouté sur les générateurs de l'Eagle et de l'Ark Royal était insatisfaisant.

### Refonte
Au début de 1966 l'Eagle a été une fois de plus refondu à Devonport et a été équipé avec un frein d'appontage simple DAX II (le troisième, les autres étant des DAX I). Il fut remis en service en 1967.

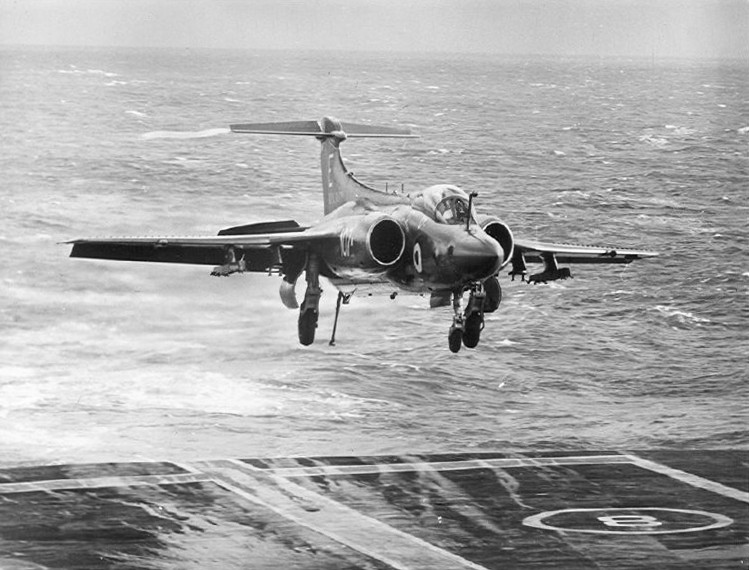
Un Blackburn Buccaneer apponte sur lEagle, vers 1971

L'Eagle était à l'origine destiné à bénéficier d'un nouveau carénage qui lui aurait permis de mettre confortablement en œuvre le chasseur F-4 Phantom (il l'avait déjà testé avec succès au cours d'essais). Ses deux catapultes BS5 intégrées dans sa refonte de 1959-64 étaient déjà assez puissantes pour lancer des F-4 à pleine charge, mais ses déflecteurs de jet étaient encore faits de plaques d'acier de conception ancienne, et les gaz d'échappement de la post-combustion des réacteurs Rolls Royce Spey du Phantom II nécessitaient un refroidissement par eau des plaques de déflecteur. En tant que mesure d'économie, puisque les élingues seraient autrement perdues après chaque lancement, il a également été prévu d'installer en bout de catapultes des récupérateurs d'élingues.
Au cours d'essais du Phantom FG1 (impliquant trois nouveaux aéronefs mis en œuvre par le NAS 700P ) la catapulte latérale plus longue a été utilisé, et une épaisse plaque d'acier a été enchaînée à la terrasse derrière la catapulte pour absorber la chaleur de la post-combustion du Phantom. Le JBD ne fut pas été utilisé puisqu'il aurait été endommagé, et après chaque lancement des lances à incendie pulvérisaient de l'eau sur la plaque de pont pour la refroidir avant que l'appareil suivant puisse être mis en batterie sur la catapulte.
L'aménagement adéquat de déflecteurs de jet et d'autres modifications mineures pour le Phantom de l'opération ont été le coût est estimé à plus de 5 millions de livres en 1968, le réaménagement du navire pour fonctionner avec un groupe aérien moderne de Phantom dans la fin des années 1970 a été clairement va coûter beaucoup plus, et le nouveau gouvernement Conservateur en 1970 confirma les plans de convertir l'Hermes en un porte-commandos et de retirer de l'Eagle du service. En février 1972, le Secrétaire d'État à la Défense, Lord Carrington, estima que la refonte de l'Eagle pour mettre en œuvre des Phantom coûterait 25 à 30 millions de livres, et l'ensemble des coûts de main-d'œuvre et d'exploitation de deux grands porte-avions de combat auraient été au-delà des moyens du Royaume-Uni, en particulier puisque l'Ark Royal devait servir jusqu'à la fin des années 1970 avec seulement deux brefs carénages. Afin de le préserver, maintenu ou non en réserve, l'Eagle aurait besoin de rénovations, estimées à près de 4 millions de £, tous les 3 ou 4 ans, et d'un équipage de maintenance de 350-400 personnels de la Marine pour 1,5-2 millions de livres par an. La réactivation devrait durer quatre mois et demi à un an, tout en maintenant un escadron de Sea Vixen, dépenses injustifiées pour des avions déjà obsolètes. La refonte de l'Ark Royal d'un coût de 32 millions de £ pour permettre les opérations d'un groupe aérien moderne, mais il a été généralement admis que, même après son retour, il fut considéré dans une manière significative globale en pire état de la matière en comparaison avec l'Eagle. Des 48 Phantom FG1 commandés pour la FAA, 20 ont été versés à la RAF, équipant l'Escadron 43, même si certains d'entre eux ont été prêtés à la Navy pour équiper en Phantom FG1 l'unité d'entraînement NAS 767 qui formait jusqu'à sa dissolution en 1972 à la fois les équipages de Phantom de la Royal Navy et ceux de la RAF.

### Désarmement

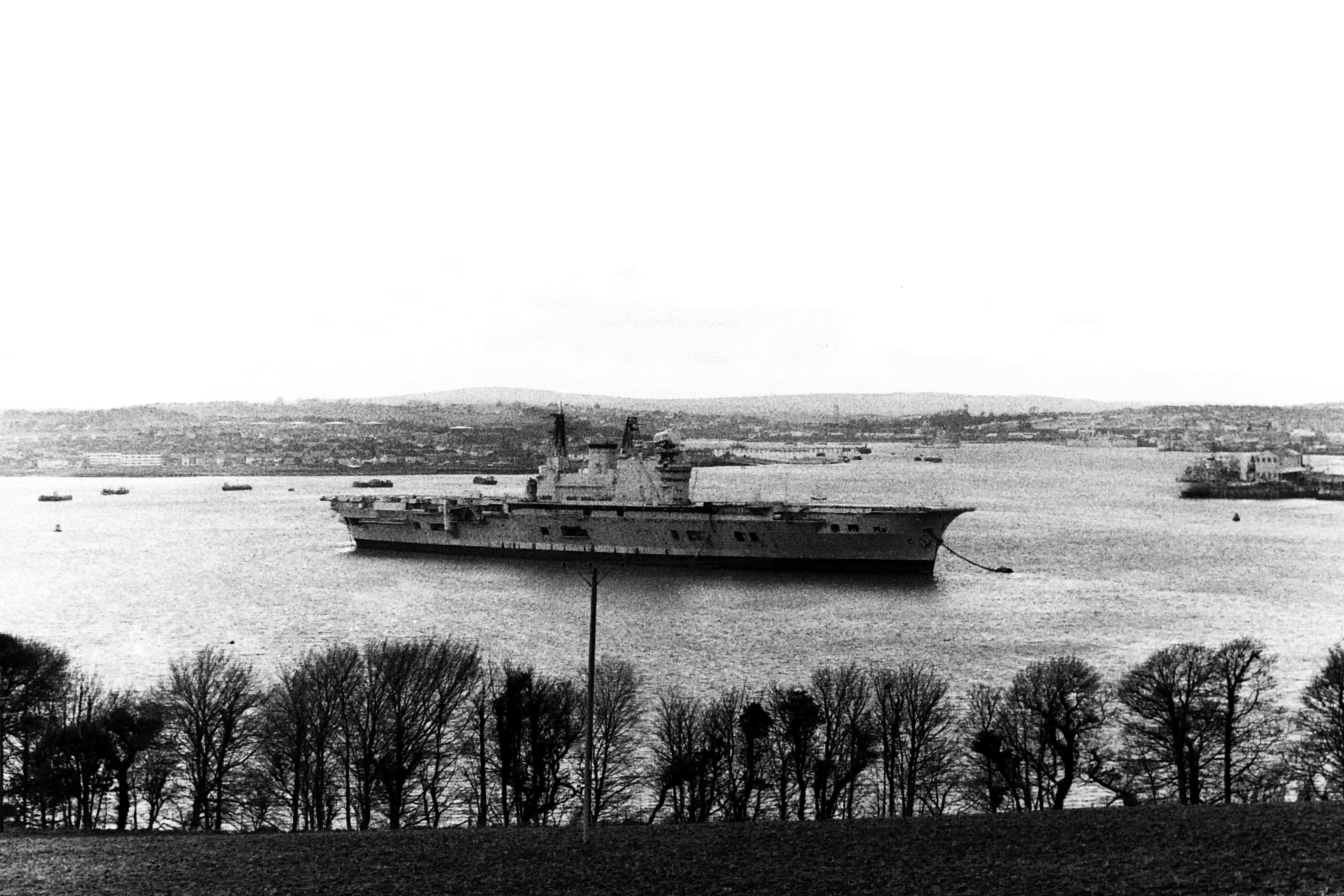
Eagle mis en place après le déclassement

La décision de 1966 d'abandonner la flotte de porte-avions à voilure fixe de la Royal Navy allait bientôt le mettre prématurément au rebut (le Centaur avait déjà été déclassé comme un navire caserne, et le Victorious, à la suite d'un incendie mineur) ce qui signifiait que les jours de l' Eagle étaient comptés. L' Eagle a été rayé en janvier 1972, à Portsmouth après seulement 20 ans et 4 mois de service, et a été dépouillé de tout le matériel réutilisable (radars et systèmes de missiles principalement), après quoi il a été remorqué jusqu'à Devonport, où il a été placé en réserve et amarré dans un tronçon de la Rivière Tamar, connue comme le Hamoaze. En 1974, il a été sorti de son mouillage, remorqué jusqu'à la rivière, et amarré au Quai numéro 10 de l'Arsenal de Devonport, où il fut dépouillé de l'essentiel des pièces de rechange à l'intention de l' Ark Royal, avant d'être remorqué à son poste d'amarrage.
Jusqu'en 1976, il est toujours officiellement en réserve mais, ayant été épuisé comme source de pièces de rechange pour l' Ark Royal, l' Eagle est ensuite vendu à la ferraille et remorqué le 14 octobre 1978 de Devonport à Cairnryan près de Stranraer en Écosse pour être démantelé, laissant l'espace de son mouillage à son sistership, et arrivant cinq jours plus tard. Le fond de la coque de l' Eagle était encore en démolition quand son sistership Ark Royal est arrivé à Cairnryan, pour sa démolition, le 28 septembre 1980. l'une de ses ancres (avec l'une de l' Ark Royal) monte la garde à l'entrée de la Fleet Air Arm Museum de Yeovilton.

#### Ultime formation aérienne embarquée (1971)
- 899 sqn. : 12 Sea Vixen FAW2
- 800 sqn. : 14 Buccaneer S2
- 849 sqn. D flt. : 4 Gannet AEW3, 1 Gannet COD4
- 826 sqn. : 6 Sea King HAS1
- Ships Flight : 2 Westland Wessex HAS1 (SAR)